# لاتیمر ۳۵۴۰۳
سیارک ۳۵۴۰۳ (به انگلیسی: 35403 Latimer، نامگذاری:1997YW4) سی و پنج هزار و چهارصد و سومین سیارک کشف شده‌است که در ۲۲ دسامبر ۱۹۹۷ کشف شد.